# MHV 90-klassen
MHV 90-klassen en række af skibe bygget til Marinehjemmeværnet.
Klassen er efterhånden blevet udskiftet med de nyere og mere moderne MHV 800-klasse samt MHV 900-klasse. Skibene er efterhånden som de er blevet erstattet blevet solgt på auktion, den eneste undtagelse hertil er MHV90 Bopa, der er blevet overført til Søværnet, hvor det er omdøbt til Y343 Lunden og gør tjeneste ved Søværnets Våbenkursus. Fra begyndelsen var skibene kun navngivet ved et nummer, men fik i 1988 deres nuværende navne. Oprindeligt var skibene udrustet med en 20 mm maskinkanon, der dog er blevet udskiftet til de nuværende 2 lette maskingeværer.

## Skibe i klassen
| Pnt.             | Navn              | Kølen lagt       | Søsat           | Indgået           | Navngivet af                      | Skæbne                              | Kaldesignal       |
| ---------------- | ----------------- | ---------------- | --------------- | ----------------- | --------------------------------- | ----------------------------------- | ----------------- |
| Y343 (ex. MHV90) | Lunden (ex. Bopa) | 18. april 1973   | August 1973     | 1973              | -                                 | Solgt på auktion den 10. april 2025 | OVGM (Bopa: OVGF) |
| MHV91            | Brigaden          | -                | 9. oktober 1973 | marts 1974        | -                                 | Solgt på auktion den 23. april 2008 | OVGG              |
| MHV92            | Holger Danske     | 6. november 1974 | Januar 1975     | marts 1975        | -                                 | Solgt på auktion 4. maj 2011        | OVGD              |
| MHV93            | Hvidsten          | -                | 7. marts 1975   | juni 1975         | -                                 | Solgt på auktion 23. april 2008     | OVGN              |
| MHV94            | Ringen            | -                | 8. august 1974  | 20. december 1974 | -                                 | Solgt på auktion 25. marts 2009     | OVHC              |
| MHV95            | Speditøren        | 4. oktober 1974  | Marts 1975      | 20. december 1974 | H.K.H. Prins Henrik, Prinsgemalen | Solgt på auktion 8. oktober 2008    | OVHD              |